# Вело-Воха
Ве́ло-Во́ха (греч. Δήμος Βέλου-Βόχας) — община (дим) в Греции, в северо-восточной части полуострова Пелопоннеса, на побережье Коринфского залива. Входит в периферийную единицу Коринфии в периферии Пелопоннес. Население — 19 027 жителей по переписи 2011 года. Площадь — 164,847 квадратного километра. Плотность — 115,42 человека на квадратный километр. Административный центр — Зевголатион. Димархом на местных выборах 2014 года избран Анивас Папакирьякос (Αννίβας Παπακυριάκος).
Создана в 2011 году по программе «Калликратис» при слиянии упразднённых общин Велона и Вохи.

## Административное деление

Административное деление общины:
1 — Воха
2 — Велон

Община (дим) Вело-Воха делится на 2 общинные единицы.